# Ресник (Вишеград)
Ресник (серб. Ресник / Resnik) — село в общине Вишеград Республики Сербской Боснии и Герцеговины. Население составляет 15 человек по переписи 2013 года.